# 雅克·法斯科
雅克‧法斯科（Jacque Fresco，1916年3月13日—2017年5月18日)， 是自學成才的建築設計師、社會工程师、工業設計師、作家、演說家、發明家和一名未來主義者，他透過他創辦的維納斯計劃，以及時代精神運動等積極分享他關於社會結構的遠大構想和相關可行措施，也稱自己為一名未來主義者。他精力過人，好奇心旺盛，不停發現並解決問題，和許多發明家和科學家就跨領域合作。
法斯科著力於撰寫、演講，發表他在諸如生態城市、能源使用效率、自然資源管理、模控科技、自動化、科技在社會中的地位等等的看法。他主導維納斯計劃 ，並提倡全球性貫徹實施一種特別的社會經濟系統，他稱之為「資源導向型經濟」。

## 早年生涯
雅克‧法斯科生於1916年3月13日，紐約布魯克林本森赫斯特一個塞法迪猶太家庭中 。西元1929年，美國爆發大蕭條時正值其青少年時期。他曾花時間與朋友討論有關達爾文、愛因斯坦、當時的科學和所面臨的未來。他同時也參加了青年共產國際美國分支(Young Communist League USA)，經過與其主席會面和討論後，法斯科大聲表示「馬克思錯了！」並憤然離去。之後，他把注意力轉向了專家統治。

## 工作生涯

### 航空工業
1930年代後期，法斯科在加州的道格拉斯飛行器公司工作。當時他提出了一些設計，包括機翼以及碟型飛機。某些設計在當時被認為不切實際，因此他的想法並未被採用。之後，因為設計理念不合，法斯科辭去了在道格拉斯的工作。
1942年，法斯科被編入美國軍隊。
他被分配到美國陸軍航空軍在俄亥俄州代頓萊特廣場設計實驗室從事技術設計的工作。當時他設計了一種特別的機翼，稱之為「根部可變式弧形翼」，試圖透過允許飛行員在起飛和飛行過程中調節機翼厚度以使飛行控制最佳化。 但最終，他因為不適應軍隊模式而離去。

### 新潮之家
法斯科接受了蒙茨（Madman Muntz）的委託，幫他設計成本更低的房屋。他與Harry Giaretto、Eli Catran兩位同夥一同構思、設計和建造之。整個計劃於1948年夏天開展，而當時32歲的法斯科完成了他傳統職業生涯中最為成功的作品「新潮之家」。作為華納兄弟在好萊塢日落大道第8舞台的重點展示，「新潮之家」幾乎僅由鋁材和玻璃所構成。在三個月展期內前往該處參觀的花費僅需一美元。展示收益全數捐給了癌症預防協會。之後，「新潮之家」計劃需要聯邦基金資助，但遭到了拒絕。

### 科學研究實驗室
在1940年代後期，法斯科在洛杉磯創立了科學研究實驗室並主導之。在此處，他舉辦演講，同時也傳授技術設計，作為自由研究者和科學顧問，他同時展開研究、工作和發明。
在此期間，法斯科努力爭取其研究資助，也面臨挫敗和財務上的困難。1955年，由於5號州際公路加利福尼亞州段工程之故，法斯科的研究室最終被拆除，而他也離開了加州。

## 中年生涯
1955年，法斯科搬到了佛羅里達州的邁阿密。他開了一家提供心理諮詢的公司，但他在這方面並沒有受過正式課程訓練。在收到了來自美國心理學協會一連串「批評攻勢」之後，法斯科終止了該業務。從該段時間內的報紙文章指出法斯科當時聲稱自己擁有來自加州洛杉磯拉西瑞亞大學的正式學位，但未經證實。
法斯科描述了他之前所加入的團體和組織，例如他面對過白人至上主義者並測試改變他們的可能性。他講述之前加入3K黨和白人公民委員會的過程，以及試圖改變他們對於種族歧視看法的經過。
在邁阿密，法斯科發表了他的圓形城市設計。在美國鋁業公司和專業地產公司等企業中，法斯科以一名工業設計師的身分活躍著。
1961年，Pietro Belluschi（Pietro Belluschi）和C. Frederick Wise 與法斯科共同在一項計劃上合作，名為「Sandwich House」。包括大部分的預置組件、隔間和鋁材在內，它售價2,950美元。或者，也可額外選購所有內部基本設施，價位為7,500美元。在此期間，法斯科透過他的雅克法斯科公司預先製造鋁材以支持其計劃。
1955至1969年間，法斯科稱其社會構想為「美洲計劃」。

### 「展望未來」
1969年，《展望未來》（Looking Forward）正式出版。該書由Ken Keyes Jr.和法斯科合著。 《展望未來》是一本對於未來推測性的窺探的書籍。作者們描繪了這樣一個想法：建立一個科技高度控制化的社會，不再有任何匱乏產生，工作和私人財產也將不復存在；這個社會將聚焦並著力於滿足每個人的需求。

### 「Sociocyberneering」
法斯科籌組了一個會員型的組織，名為「Sociocyberneering」，在其接受訪問時聲稱擁有250名會員。他在邁阿密海灘和科勒爾蓋布爾斯舉辦了演說。法斯科透過在各大學舉辦演講和電視、廣播節目等方式推廣他的組織。之後，法斯科的「sociocyberneering」會員群體並未繼續發展，而是在佛羅里達的維納斯購置了一片土地。他遷居至該地，並將他的研究中心也一併設置於此。

## 維納斯計劃和近年工作
1994年，法斯科開啟了維納斯計劃。
整個1990年代，法斯科與羅克珊‧梅多斯透過自由職業者的發明、工業工程、傳統建築建模 和發明協商來支撐計劃的運作。
2002年，法斯科出版了他的主要工作成果《用錢買不到的美好事物》（The Best That Money Can't Buy）。2006年，知名導演威廉·加薩基（William Gazecki）執導了敘述法斯科的半自傳式電影《設計‧未來》（Future by Design）"2008年，彼得‧約瑟夫（Peter Joseph）以法斯科為主角，執導了《時代精神：附錄》，將其對於未來的願景化作具體可行的替代方案。彼得‧約瑟夫，時代精神運動的創始人開始倡導法斯科的方法。但在2012年4月，由於對目的和目標產生分歧，兩個團體宣告分道揚鑣。
在2012年4月，羅克珊梅多斯發布了電影，天堂或遺忘，總結了目標和維納斯計劃的建議。在2012年6月，瑪雅博格放映她的影片，未來我的愛，在愛丁堡國際電影節為特色法斯科和羅克珊梅多斯的工作。
目前，法斯科保存講座和參觀的維納斯計劃位置。
2010年間，人在美國的法斯科試圖對「資源導向型經濟」申請商標 並進行了審查，但該詞過於通稱化，因此商標的申請遭到當局拒絕。
西元2010年整年間，法斯科與梅多斯進行了全球性的旅程，促進各地對於維納斯計劃的興趣。西元2011年1月15日，《時代精神：邁步向前》(Zeitgeist: Moving Forward) 公開上映並特別描述了法斯科本人。

## 成果

### 著作
- with Keyes, Ken.  (PDF). South Brunswick, New Jersey: A.S. Barnes. (1969).   [2009-03-26]. ISBN 0-498-06752-1. OCLC 21606. （原始内容 (PDF)存档于2014-04-06）.
- . Lidiraven Books. 1977  [2010-12-30]. OCLC 6036204. （原始内容存档于2020-11-29）.
- . Venus, Fla.: Global Cyber-Visions. 1995  [2010-12-30]. ISBN 0-9648806-0-1. OCLC 33896367.
- (PDF). Venus, Fla.: Global Cyber-Visions. 2002  [2009-03-26]. ISBN 0-9648806-7-9. OCLC 49931422. （原始内容 (PDF)存档于2014-03-04）.
- (PDF). Venus, Fla.: The Venus Project, Inc. 2007  [2011-01-09]. OCLC 568770383. （原始内容 (PDF)存档于2013-10-29）.

### 影片
- YouTube上的Welcome to the Future (1998)
- YouTube上的Cities in the Sea (2002)
- YouTube上的Self-erecting Structures (2002)
- YouTube上的Designing the Future (2006)
- YouTube上的Paradise or Oblivion (2012)

## 外部連結
- 官方网站 – 維納斯計劃(The Venus Project)